# Independence (Nueva York)
Independence es un pueblo ubicado en el condado de Allegany en el estado estadounidense de Nueva York. En el año 2000 tenía una población de 1.074 habitantes y una densidad poblacional de 12 personas por km².

## Geografía
Independence se encuentra ubicado en las coordenadas 42°3′12″N 77°47′9″O / 42.05333, -77.78583.

## Demografía
Según la Oficina del Censo en 2000 los ingresos medios por hogar en la localidad eran de $33,438, y los ingresos medios por familia eran $1,056,050. Los hombres tenían unos ingresos medios de $27,961 frente a los $19,583 para las mujeres. La renta per cápita para la localidad era de $13,109. Alrededor del 13.3% de la población estaban por debajo del umbral de pobreza.